# Audiencia Provincial de Alicante
La Audiencia Provincial de Alicante es el máximo órgano judicial de la provincia de Alicante (España).
Conoce de asuntos civiles y penales. Cuenta con diez secciones: cinco civiles (4, 5, 6, 8 y 9) y cinco penales (1, 2, 3, 7 y 10).
Tiene su sede central en la plaza del Ayuntamiento de Alicante. Las secciones séptima y novena tienen su sede en Elche. El actual presidente de la Audiencia Provincial de Alicante es, desde 2016, Juan Carlos Cerón Hernández.